# 溫斯喬火災

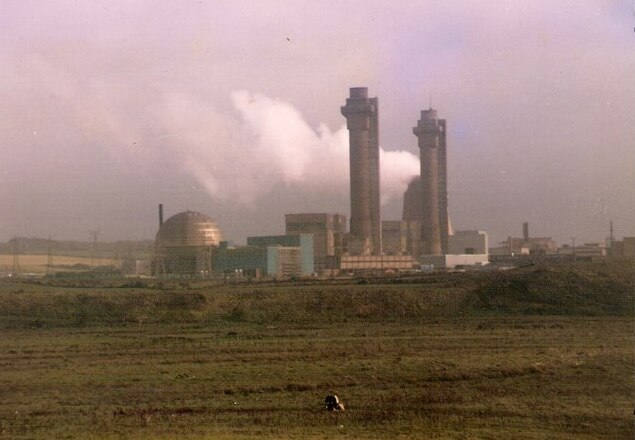
溫斯喬堆 (中间和右边) ， 于1985年。

溫斯喬火災（英語：Windscale fire），是指1957年10月10日，在英国坎伯蘭（现坎布里亚郡塞拉菲尔德）西北角的溫斯喬反應堆內爆發的嚴重核子事故。該事件被評為国际核事件分级第5级，亦是英國史上最嚴重的核事故。

## 背景
1938年12月，奥托·哈恩與弗里茨·施特拉斯曼共同發現核裂變现象，為核武器提供了理論基礎。二戰期間，伯明罕大學的奥托·弗里施與魯道夫·佩爾斯得出鈾-235球之臨界質量僅需數公斤的結論，促使英國政府於1942年建立代號為合金管工程的核子彈計劃。1943年8月，美英兩國簽訂魁北克協定，將合金管工程與美方的曼哈頓計劃合併。英國團隊在詹姆斯·查德威克領導下，為曼哈頓計劃的成功做出了重大貢獻。
二戰結束後，美英核子研究的緊密關係迅速冷卻，美方開始對關鍵資訊有所保留，1946年通過的核能法案更正式終結了雙方的技術合作關係。英國政府面對蘇聯鐵幕的威脅，自身霸權地位的式微，害怕美國再次回到一戰後的孤立主義，種種因素加總之下，英國首相艾德禮於1945年8月10日組織委員會，評估自主研發核子彈的可能性。
1945年11月1日，合金管工程由科學工業研究部移轉至後勤部。查爾斯·波特爾出任核子能源總監，直接向首相負責。同時間，約翰·考克饒夫於牛津南方的哈維爾空軍基地成立核能研究機構(AERE)，克里斯多福·辛頓則著手設計一系列核子設施，包含蘭開夏的鈾提煉工廠，以及坎伯蘭溫斯喬的反應堆，鈽處理工廠。
1946年7月，參謀長委員會正式建請研發核武器，同時提出1957年前製造200枚核彈的目標。1947年1月8日，國會委員會批准代號為高爆炸彈研究的核彈研發計劃，同時任命威廉·潘尼爵士擔任計劃負責人。

## 溫斯喬反應堆

溫斯喬一號反應堆示意圖，此處僅畫出其中一個燃料通道

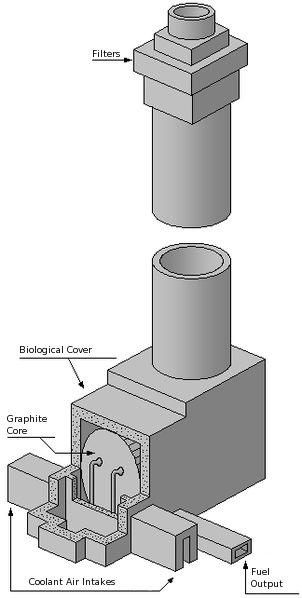
反應堆剖面圖

新計劃很快就面臨了重大選擇。曼哈頓計劃使用鈾-235與鈽兩種裂變材料。雖然美國得以雙頭並進，但戰後英國經濟疲軟，只能選擇其中一種進行研發。參與曼哈頓計劃的英國學者多數偏好用鈽。同樣爆炸當量下，鈽的用量約為鈾-235的十分之一，鈽反應堆的運作成本亦遠低於濃縮鈾工廠。鈽因此成為了經費有限下的最佳選擇。
鈽反應堆很快地在坎伯蘭的西斯卡爾村附近修建起來。一號反應堆在1950年10月開始運轉，二號反應堆亦於1951年6月投入運轉。兩座反應堆由巨大的水泥圍阻體保護著，相距數百呎遠。
反應堆核心是一個鑽了大量燃料通道的巨大石墨塊。燃料棒由30公分長的鈾棒構成，外面包覆鋁殼，防止鈾在高溫下接觸空氣燃燒。殼上有鰭，使燃料棒和通道間產生空隙，流通空氣，藉以帶走反應產生的熱量。反應爐的運作流程極為簡單，只需在正面以固定速率填入燃料棒，推擠通道內的燃料棒，後方的燃料棒自然會掉出核心落入冷卻水池，經收集後便可作為提煉鈽的原材料。為了避免產生無用的鈽-240，鈽-241，反應堆的燃耗值被設定在相當低的狀態。
反應堆的初期設計師法漢福德區的B反應堆，使用水冷方式降溫。然而，水冷循環出問題時可能發生極為危險的冷卻劑流失事故，令反應堆在幾秒內失控，最終引發爆炸。漢福德區當時的解決方案乃建造一條30哩的逃生專用道，意外發生時直接疏散整個廠區。英國沒有那麼大的土地，設計師只好尋求更安全的冷卻方案。最終設計放棄水冷，改用風扇搭配120公尺高的煙囪，對核心進行空氣冷卻。
建造展開後，科學家特倫斯·普萊斯在會議中提出了一個問題: 燃料棒是否可能在掉出核心後裂開? 假如填充燃料棒的力道過大，背面的燃料棒將飛過窄小的水池，掉到水池後方的地板上。如果外殼剛好被摔破，接觸空氣的高溫鈾將瞬間點燃，產生大量的二氧化鈾煙塵，通過煙囪排放，汙染整個廠區。普萊斯建議在煙囪加裝過濾器，但與會人士多數認為該猜想係杞人憂天，沒有接納他的建議。幸好，研究總監考克饒夫得知後，認為有其必要，最終還是在煙囪頂端裝了過濾器，被工作人員戲稱為"考克饒夫的愚蠢之舉" (Cockcroft's Folly)。
普萊斯的擔憂最終成為了現實。實際運轉後，大量的燃料棒摔在水池後的地板上，每隔一段時間，工作人員就得拿鏟子將它們鏟入水池。此外，燃料棒也三不五時卡在通道中，甚至在通道中裂開。不久後，法蘭克·雷斯里開始在溫斯喬廠區與周邊村莊中偵測到核汙染的痕跡。這個發現被列為機密。

## 維格納效應
二號反應堆運作一段時間後，發生了一次神秘的核心升溫現象。當時英國科學家還不知道石墨被中子長期轟擊後產生的變化。匈牙利物理學家尤金·維格納在曼哈頓計劃期間，發現石墨的晶體結構在中子轟擊下，將會產生變形並累積位能。時機成熟時，變形的石墨結構將會同時恢復，將位能轉換為熱量釋出。此現象被命名為維格納效應。
維格納效應帶來的不穩定性讓工程師十分擔心。他們因此研究出退火的解決方案。將整個石墨核心加熱至設定250度後，再緩慢且均勻地降溫，使石墨結構恢復正常。

## 製造氚
氫彈於1951年出現後，溫斯頓·邱吉爾公開承諾加入氫彈競賽。研發時間表非常緊湊，美蘇已經達成限制核試驗的共識，第一輪核裁軍協議更將於1958年生效，已經沒有多餘時間建造新的氚製造廠。研發單位為了趕工，只得重複利用溫斯喬一號反應堆，將燃料棒成分改為濃縮鈾與鋰鎂以製造氚。這些材料更加可燃也更危險，溫斯喬的工作人員多次反映其風險，上級卻一概置之不理。
1957年，英國首次氫彈實驗宣告失敗，更改後的設計改採核分裂-融合方案，需要五倍多的氚，製備期限卻更加緊迫。為了增加產量，高層提出一個過去證實可行的小訣竅: 將燃料棒上的通風鰭縮短，使燃料棒溫度更高，進而加速中子反應。此外，燃料棒本身的直徑也隨之增加，藉以填充更多燃料。這次改動使技術部門更加不安，儘管反應堆設計師克里斯多福·辛頓強烈反對，上層依然不為所動。
溫斯喬一號反應爐使用新燃料棒測試成功後，很快地進入全速生產模式。然而，使用新燃料棒的反應堆運作溫度已高於設計規格，核心內的熱分布也隨之改變，開始產生累積熱量的熱點。不巧的是，偵測異常的熱電偶是按照設計規格的熱分布擺放的，因此未能發現熱點。

## 火災過程

### 引燃
1957年10月7日，一號反應堆操作員發現反應堆溫度異常，決定進行退火程序。過去的經驗告訴他們，退火程序可以有效地解決局部溫度異常，但這次程序有些不尋常，加熱時核心溫度反而下降，唯有2053號通道溫度不斷上升。操作員認為2053通道退火不完全，於是在10月8日早上又重做一次退火。這次操作使整個核心溫度上升，退火似乎成功了。
10月10日清晨，儀器讀數更加詭異。核心溫度在加熱結束後理應下降，但其中一個偵測器顯示核心溫度不減反升。溫度最終來到了攝氏400度，操作員只好加大風量冷卻核心。煙囪裝設的過濾器此時偵測到輻射汙染，發出警報。這在過去也發生過，通常只是某個燃料棒破裂了，並不是多嚴重的事。但操作員們不知道的是，2053通道內的燃料棒不止裂開，更是燒了起來。

### 大火
增大的風量提供了充足氧氣，使得火勢迅速惡化。煙囪偵測到的輻射量急劇上升，甫來上班的另一位員工更看到了煙囪冒出的黑煙。
面對持續上升的核心溫度，第一線操作員終於想到核心起火的可能性。他們企圖使用遠端掃描器確認核心狀態，儀器卻剛好壞掉了。副主管湯姆·休斯只得自告奮勇，帶著另一名操作員，兩人穿著保護裝備前往核心正面。他們拔起燃料通道檢視栓，驚愕地發現裏頭的燃料棒通體赤紅。無庸置疑地，反應堆已經起火。
反應堆主管湯姆·托伊來到現場後，馬上穿起全副裝備與呼吸器爬上24公尺高的爐頂，發現火舌從核心背面伸出，一路燒上圍阻體，火勢中隱約可見明亮通紅的燃料棒。倘若火勢不止，水泥圍阻體將有全面倒塌的風險。

### 滅火
反應堆操作員對大火手足無措。他們嘗試將風扇開到最大，但這反而更加增長火勢。休斯把還沒燒起來的燃料棒推進冷卻池，阻止火勢進一步蔓延。托伊建議推推看燃燒的燃料管道，結果不僅推不動，起重機的棒形前端更被燒得通紅甚至融化。跟休斯共同操作機器的同事描述:"燃料通道燒到發白。沒有人知道那到底有多熱。"
操作員又找來臨近反應堆甫收到的25噸液態二氧化碳，嘗試往核心正面噴，但管子太小，速度太慢，對滅火毫無幫助。

### 灌水
10月11日早上，火勢達到了最高峰，整整11噸的鈾在爐內熊熊燃燒著，其中一個偵測器的回傳值高達1300度，圍阻體隨時可能倒塌。托伊大膽建議用水滅火。這選擇不無風險，在極端高溫與金屬作用下，水有可能分解出氫氣，引發嚴重氣爆。但他們已經別無選擇，只得孤注一擲。
他們牽來12個消防水管，將龍頭切斷，接到起火點上方一公尺的燃料通道中。托伊再次冒著危險爬上圍阻體，下令注水，同時透過觀察孔檢查是否有氫爆的跡象。氫爆沒有發生，但火勢也沒有停止。

### 阻絕空氣
托伊靈機一動，下令全廠人員疏散，只留下他和消防隊長。他們將所有進入大樓的通風管線關閉後，發現火勢如預期般逐漸減弱。托伊持續上下屋頂觀察反應堆火勢，在其中一次檢視時，他驚訝地發現觀察孔的罩子難以扳開，這表示爐內的空氣已經少之又少了。
"我認為它(大火)甚至開始從煙囪吸取空氣了。"托伊在訪談中表示。
他終於成功把觀察孔蓋打開，看著火勢逐漸衰弱下去。
"火焰逐漸消退，亮光也隨之黯淡。"休伊道:"我上去觀察好幾次，直到火勢完全熄滅。我嘗試站的遠一些，但直接望向反應堆時，還是不免要受到一點輻射。"(休伊最終活到九十歲。)
水管繼續朝核心灌了24小時水，一直到其完全冷卻為止。
大火後，反應堆一直保持封存狀態，裡面仍然保有15噸的鈾燃料。科學家一度擔心灌水時產生的氫化鈾將使反應堆再次自燃，但後續研究移除了這個可能性。由於嚴重的輻射汙染，正式廢爐程序預計在2037年後方能啟動。

## 後續影響
由于英国政府试图掩盖这場火灾的严重性，确切的死亡人数不得而知。时任英国首相的哈罗德·麦美伦（Maurice Harold Macmillan）担心这次事故会使英国政府蒙羞，并且减弱民众对核能利用工程的支持。难以统计确切死亡人数的另一个原因是：温斯乔的辐射波及太广，横跨英国和北欧数百英里。